# Carex albertii
Carex albertii är en halvgräsart som beskrevs av Augustin Abel Hector Léveillé. Carex albertii ingår i släktet starrar, och familjen halvgräs. Inga underarter finns listade i Catalogue of Life.